# رعية

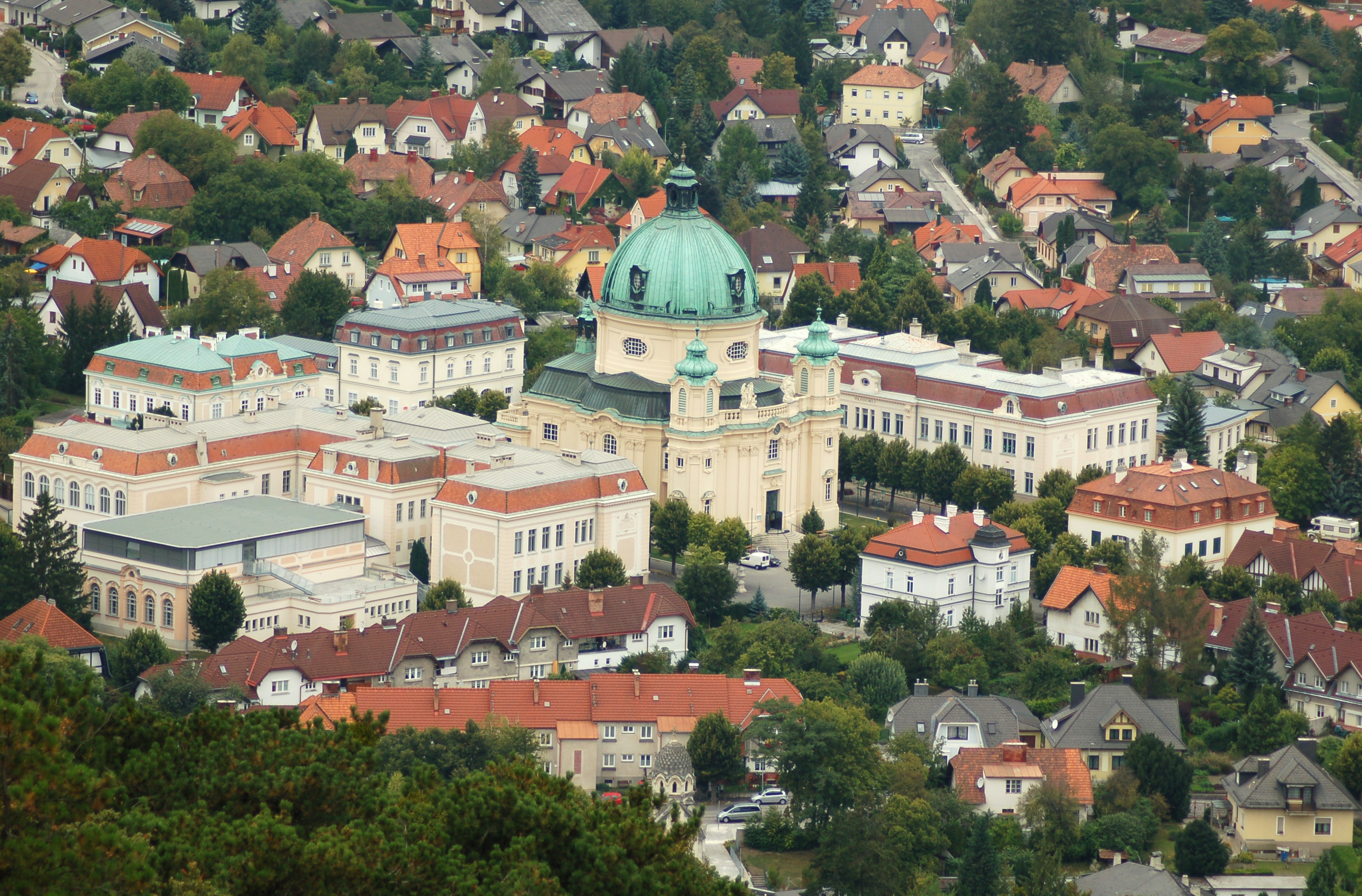
كنيسة رعية القديسة مارغريت، بيرندورف، النمسا.

الأبرشية أو الخورنية هي كيان إقليمي في العديد من الطوائف المسيحية وتتشكل من مجموعة من البشر الذين يتبعون للزعيم أو الوالي وفي المسيحية، وهي جزء إداري من الأبرشية في التقسيم الإداري المسيحي في الكنيسة الكاثوليكية والكنيسة الأنجليكية والكنائس الأرثوذكسية الشرقية والمشرقية وكنائس أخرى.
تخضع الرعية للرعاية الرعوية والسلطة الكتابية للكاهن، الذي يُطلق عليه غالبًا كاهن الرعية، والذي يُمكن أن يساعده واحد أو أكثر من القائمين على الرعية، ويعمل من كنيسة الأبرشية. من الناحية التاريخية، غالبًا ما كانت الرعية تغطي نفس المنطقة الجغرافية مثل المانورالية. ويبقى ارتباطها بكنيسة الرعية هو الأهم. وبالامتداد، يُشير مصطلح الرعية ليس فقط إلى الكيان الإقليمي ولكن إلى مجموعة الناس الذين يحضرون كنيسة معينة، حيث أن في هذا الاستخدام، يكون هناك كاهن رعية واحد يخدم الحضور، أو رعيته وكذلك إلى ممتلكات الكنيسة داخلها.
عادة، تضم الرعية في الكنيسة الرومانية الكاثوليكية جميع الكاثوليك الذين يعيشون في منطقتها المحددة جغرافيًا، ولكن يمكن أيضًا إنشاء أبرشيات غير إقليمية داخل منطقة محددة على أساس شخصي للكاثوليك المنتمين إلى طقس أو لغة أو جنسية أو مجتمع معين. ومعظم الأبرشيات الكاثوليكية هي جزء من أبرشية الطقوس اللاتينية، والتي تغطي معًا كامل أراضي الدولة. يُمكن أيضًا أن تكون هناك أبرشيات متداخلة من الكنائس الكاثوليكية الشرقية.
بالإضافة إلى كنيسة الرعية، قد تحتفظ كل أبرشية بمنظمات مساعدة ومرافق مثل بيت القسيس أو قاعة الرعية أو مدرسة الرعية أو الدير، والتي تقع في كثير من الأحيان في نفس الحرم أو بجوار الكنيسة. وتعتبر كنيسة الرعية مركز الحياة الروحية لمعظم المسيحيين، حيث يتلقون الأسرار هناك. في أيام الآحاد، وربما كل يوم أيضًا، يحتفل بالقداس كاهن مقيم في الرعية. في الكنيسة الكاثوليكية والكنيسة الأنجليكانية والكنائس الأرثوذكسية الشرقية والمشرقية تُقام الإعترفات والصلوات السبع في الرعيَّة. هناك أيضًا أنشطة وأحداث اجتماعية يقودها العلمانيون وفقًا للثقافة والظروف المحلية. وتُدير العديد من الأبرشيات في أجزاء مختلفة من العالم مدارس لأبناء الرعية، على الرغم من أن تنظيمها وموظفيها وتمويلها يختلف اختلافًا كبيرًا وفقًا للممارسات المحلية.